# Intelsat 1 F–1
Intelsat 1 F–1 (Early Bird/közmondás: "Ki korán kel, aranyat lel") amerikai távközlési műhold.

## Küldetés
A világ első kereskedelmi kommunikációs műholdja. Az Atlanti-óceán felett elhelyezve az első élő kapcsolatot biztosította Európa és Észak–Amerika között.

## Jellemzői
Gyártotta a Hughes Space and Communications Company (Amerika), üzemeltette az Intelsat SA (Nemzetközi Távközlési Műhold Szervezet). 2011 márciusában a világ legnagyobb flottájával, 52 kommunikációs műholddal rendelkezik.
Megnevezései: Intelsat 1 F–1; International Telecommunications Satellite (Intelsat 1); COSPAR:1965-028A. Kódszáma: 1317.
1965. április 6-án a Cape Canaveralról (USAF)rakétaindító bázisról, az LC–17A (LC–Launch Complex) jelű indítóállványról egy
Thor Delta D (426/D30) hordozórakétával juttatták magas Föld körüli pályára (HEO = High-Earth Orbit). Az orbitális egység pályája 1435,90 perces, 11,7 fokos hajlásszögű, geoszinkron pálya perigeuma 35 746 kilométer, az apogeuma 35 819 kilométer volt.
Az első élő televíziós közvetítés biztosította Gemini–6A repüléséről. 1969 januárjában kikapcsolták. Júniusban az Apollo–11 repülésének idején egy rövid időre újra aktiválták, majd augusztusban kikapcsolták. Aktív idején segítette a meteorológiai szolgálatok munkáját.
A próbaüzemet követően június 28-án helyezték éles üzembe. Formája hengeres test, magassága 0,548, átmérője 0,72 méter, tömege 39 kilogramm. Működési idejét 3,5 évre tervezték. Forgás stabilizált műhold. Hasznos teher 2 darab 6 wattos jeladó 50Mhz sávszélességgel. 240 telefon (telefax, géptávíró) egy televíziós csatorna. Az űreszköz felületét napelemek borították, éjszakai (földárnyék) energia ellátását nikkel-cink akkumulátorok biztosították. Átjátszó antennáinak száma kettő. Gázfúvókái segítségével alkalmas volt pályakorrekciók végrehajtására.
Jelenleg is kering a Föld körül.